# Ministerstwo Średniego Przemysłu Maszynowego ZSRR
Ministerstwo Średniego Przemysłu Maszynowego ZSRR (ros. Министерство среднего машиностроения СССР – Минсредмаш СССР, МСМ СССР) – jeden z urzędów centralnych w Związku Radzieckim, powołany dekretem Prezydium Rady Najwyższej ZSRR z 26 czerwca 1953, który nadzorował przemysł atomowy w ZSRR, w tym produkcję głowic jądrowych.
Ministerstwo utworzono na bazie prowadzonych od września 1942 prac i funkcjonujących od 1945 Pierwszego Głównego Zarządu (przemysł atomowy), Trzeciego Głównego Zarządu (prace rozwojowe w dziedzinie rakietowych pocisków sterowanych, samolotów, rakiet i pocisków rakietowych dalekiego zasięgu) Rady Ministrów ZSRR oraz Głównego Zarządu Budownictwa Przemysłowego Ministerstwa Spraw Wewnętrznych ZSRR (Главпромстрой МВД) – budownictwo obiektów atomowych. Zatrudniało 2214 osób.
11 września 1989 ministerstwo włączono do Ministerstwa Energii i Przemysłu Atomowego (Министерство атомной энергетики и промышленности СССР).

## Struktura
- Główny Zarząd Urządzeń Górniczych (Главное управление горного оборудования)
- Główny Zarząd Urządzeń Hutniczych (Главное управление металлургического оборудования)
- Główny Zarząd Urządzeń Chemicznych (Главное управление химического оборудования)
- Główny Zarząd Urządzeń Pomiarowych (Главное управление приборостроения)
- Główny Zarząd Specjalnego Przemysłu Maszynowego (Главное управление специального машиностроения)
- Główny Zarząd Transportowego Przemysłu Maszynowego (Главное управление транспортного машиностроения)
- Główny Zarząd Budownictwa Przemysłowego (Главное управление промышленного строительства)
- Główny Zarząd Budownictwa Specjalnego (Главное управление специального строительства)
- Zarząd Urządzeń Energetycznych (Управление энергетического оборудования)
- Zarząd Budownictwa Kubaturowego (Управление капитального строительства)
- Główny Zarząd Zaopatrzenia Materiałowo-Technicznego (Главное управление материально-технического снабжения)
- Zarząd Urządzeń (Управление оборудования)
- Zarząd Planowania i Ekonomii (Планово-экономическое управление)
- Zarząd Techniczny (Техническое управление)
- Oddział Przyjmowania Prac (Отдел специальной приемки)
- Zarząd Informacji Naukowo-Technicznej (Управление научно-технической информации)
- Zarząd Naukowo-Techniczny (Научно-техническое управление – НТУ).

## Miasta zamknięte
Resort zarządzał kilkunastoma miastami zamkniętymi, w których ulokowano zaplecze badawczo-produkcyjne przemysłu atomowego:

### Miasta aktualnie o statusie zamkniętym
- Żeleznogorsk, Krasnojarsk-26, Krasnojarski Kraj (Железногорск, Красноярск-26, Красноярский край)
- Zariecznyj, Penza-19, obwód penzeński (Заречный, Пенза-19, Пензенская область)
- Zielenogorsk, Krasnojarsk-45, Zaoziornyj-13, Krasnojarski Kraj (Зеленогорск, Красноярск-45, Заозёрный-13, Красноярский край)
- Lesnoj, Swierdłowsk-45, obwód swierdłowski (Лесной, Свердловск-45, Свердловская область)
- Nowouralsk, Swierdłowsk-44, obwód swierdłowski (Новоуральск, Свердловск-44, Свердловская область)
- Oziorsk, Czelabińsk-65, Czelabińsk-40, obwód czelabiński (Озёрск, Челябинск-65, Челябинск-40, Челябинская область)
- Sarow, Kremlew, Arzamas-16, Arzamas-60, Arzamas-75, Moskwa-300, obwód niżnonowogrodzki (Саров, Кремлёв, Арзамас-16, Арзамас-60, Арзамас-75, Москва-300, Нижегородская область)
- Siewiersk, Pocztowy, Tomsk-7, obwód tomski (Северск, Почтовый, Томск-7, Томская область)
- Snieżynsk, Czelabińsk-70, obwód czelabiński (Снежинск, Челябинск-70, Челябинская область)
- Triochgornyj, Złatoust-36, obwód czelabiński (Трехгорный, Златоуст-36, Челябинская область)

### Miasta z których zdjęto status zamkniętych
- Lermontow, Kraj Stawropolski (Лермонтов, Ставропольский край)
- Podgorny, Krasnojarsk-35, Kraj Krasnojarski (Подгорный, Красноярск-35, Красноярский край)
- Siergijew Posad, Zagorsk-7, obwód moskiewski (Сергиев Посад, Загорск-7, Московская область)
- Żukowski, obwód moskiewski (Жуковский, Московская Область)
- Dubna, obwód moskiewski (Дубна, Московская Область)

## Ministrowie
- 1953–1955 – Wiaczesław Małyszew
- 1955–1956 – Awraamij Zawieniagin
- 1957 – Michaił Pierwuchin
- 1957–1986 – Jefim Sławski
- 1986–1989 – Lew Riabow

## Siedziba
Główna siedziba resortu mieściła się w Moskwie w budynku przy ul. Bolszaja Ordynka (Большая Ордынка) 24-26, obecnie zajmowanym przez korporację RosAtom. W czasach ZSRR książka telefoniczna nie podawała adresu ministerstwa.